# Université North Park
L'Université North Park (North Park University) est une université privée chrétienne évangélique, située dans le quartier de North Park à Chicago, Illinois, aux États-Unis. Elle est affiliée à la Evangelical Covenant Church (en) (Fédération internationale des églises évangéliques libres).

## Historique

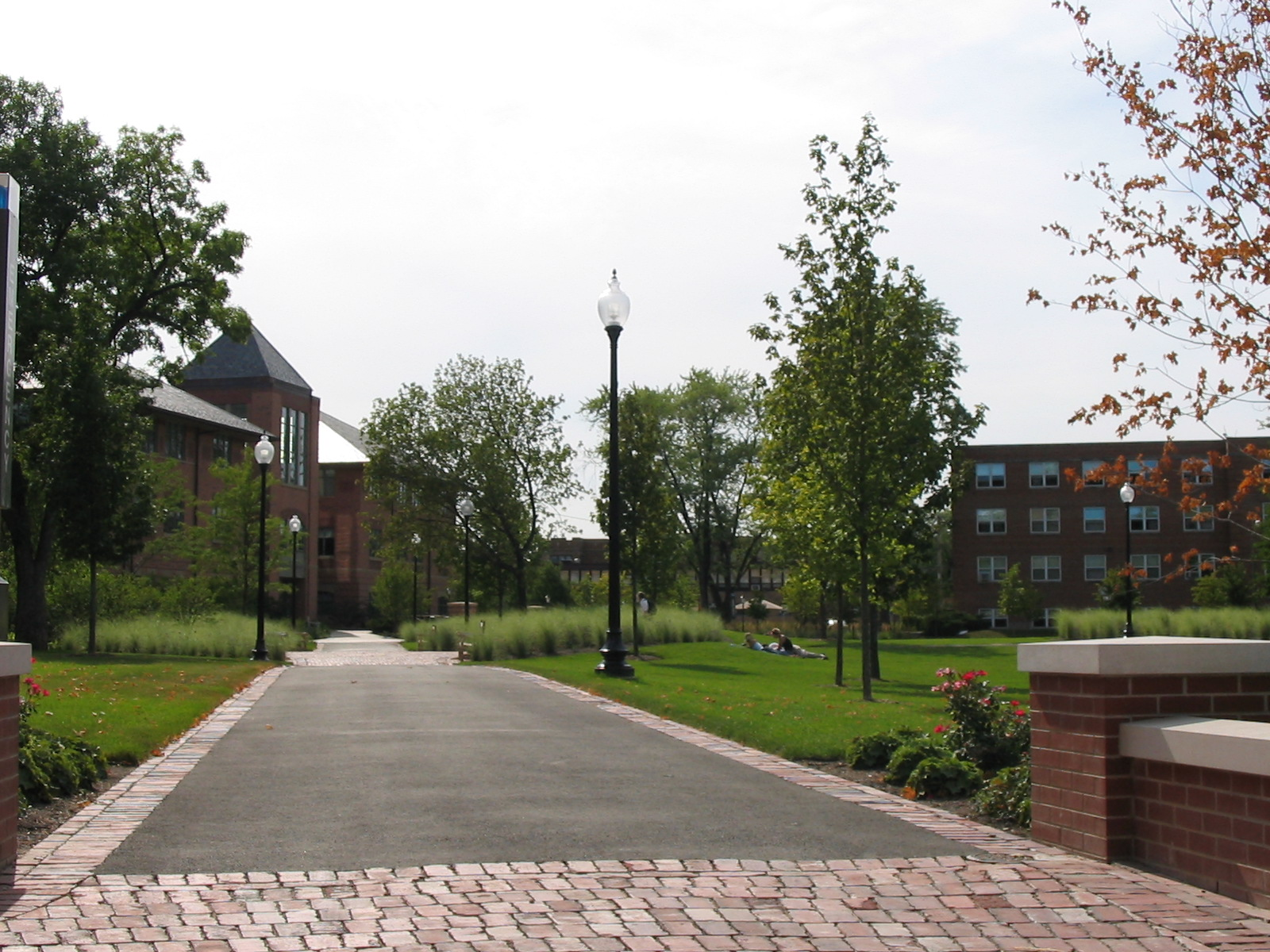
Campus de North Park.

L’université a ses origines dans la fondation du North Park Theological Seminary en 1891 par la Evangelical Covenant Church à Minneapolis . En 1894, l'école a déménagé à Chicago et a ouvert le North Park College avec des programmes en musique et en commerce . 
En 1997, l’école est devenue l’Université North Park . 
Pour l'année 2020-2021, elle comptait 2,831 étudiants.